# 育犁故城
育犁故城，位于山东省乳山市育黎镇。是入中华人民共和国山东省省级文物保护单位之一。
2013年，列入第四批山东省文物保护单位，该文物保护单位是一座古遗址。